# Мата Амрітанандамаї
Мата Амрітанандамаї (деванагарі माता अमृतानन्दमयी, малаял. മാതാ അമൃതാനന്ദമയി Mātā Amṛtānandamayī Devi IAST, або Амма; ім'я при народженні — Судхамані Ідаманнел; нар. 27 вересня 1953, Параякадаву, Керала, Індія) — індуїстська духовна лідерка, шанована як свята своїми послідовниками. Амрітанандамаї в перекладі з санскриту означає «Мати абсолютного блаженства». Амму часто називають «свята, яка обіймає» або «матір, яка обіймає», оскільки вона відома тим, що укладає людей в обійми, передаючи їм таким чином «хорошу енергію». За своє життя Амма обійняла понад 30 млн осіб, іноді по більш ніж 50 000 осіб в день. Амма також здобула популярність за свою благодійну діяльність.

## Життєпис
Уроджена Судхамані Ідаманнел, Амма народилася в маленькому селі Параякадаву в Кералі, недалеко від міста Коллам. Коли їй було дев'ять років, вона кинула школу і згодом також вирішила ніколи не виходити заміж, вважаючи за краще займатися медитацією. Амма почала обіймати людей в юному віці. У 1983 році Амма заснувала свій ашрам, в якому приймала своїх послідовників і обіймала людей, що приходили до неї. Потім Амма створила міжнародну організацію «Мата Амрітанандамаї матх», яка активно займається благодійною діяльністю: будівництвом лікарень, шкіл і будинків для людей похилого віку, безкоштовною роздачею вегетаріанської їжі. У 2004 році, «Мата Амрітанандамаї матх» надав допомогу постраждалим від землетрусу і цунамі в Індійському океані на суму у 23 млн доларів США.
У 1993 році Амма виступила як одна з представниць індуїзму на Парламенті світових релігій в Чикаго, що відбувся в столітню річницю з дня проведення першого парламенту, на якому виголосив промову Вівекананда. Пізніше Амма також виступала з промовою на ряді заходів, організованих ООН.

## Напади
У серпні 2005 року на духовну лідерку напав чоловік, на ім'я Павітран. Він сидів з іншими послідовниками, молячись та співаючи перед Амрітанандамаї. Потім він кинувся до неї з ножем, але група учнів здолала його. Учень Амрітанандамаї Свамі Амрітасварупананда Пурі сказав, що Павітран мав «нестійкий розум». Також Павітран мав синці й був негайно доставлений до лікарні. Амрітанандамаї, пробачила Павітрану та сказала: «Усі, хто народиться, помруть одного дня. Я продовжую пам'ятати про цю реальність. Я буду продовжувати. Я продовжуватиму давати даршан відданим, які приїжджають сюди назустріч мені».
1 серпня 2012 року 23-річний студент права з Біхару Сатнам Сінгх Манн спробував кинутися на трибуну Амрітанандамаї в її ашрамі в Колламі. За даними поліції, він кричав і читав слова арабською мовою. Хлопця здолали віддані, та передали його в поліцію.

## Публікації та документальні фільми
Учні Амрітанандамаї записали її розмови із відданими та духовними шукачами, щоб створити приблизно десяток книг її вчень, відомих як «Пробудження дітей». Звернення, які вона виголошувала на різних міжнародних форумах, також були опубліковані у формі книги. Починаючи з квітня 2011 року, Щотижневе повідомлення від Амрітанандамаї з'являється у розділі «Спосіб життя» у газеті «New Indian Express». Вона також пише регулярний щоденник у духовному виданні «Speaking Tree».
Вона брала участь у різних документальних і фільмах:
- 1999 — «Річка кохання: Документальна драма про життя Аммачі»
- 2000 — «Дивні вихідні Луї Теру[en]» — «Індійські гуру» (BBC-TV)
- 2005 — «Споглядання — через обійми», режисер Ян Кунен
- 2007 — «В ім'я Бога», режисер Жюль та Гедеон Науде
- 2015 — «Один плюс одна», режисер Клод Лелуш, у головних ролях Жан Дюжарден та Ельза Зільберштейн.
- 2016 — «Наука співчуття», документальний фільм про Амму, режисер Шехар Капур.

## Подальше читання
- Lucia, Amanda (2014). Reflections of Amma: Devotees in a Global Embrace. Berkeley, CA: University of California Press. ISBN 9780520281134. Етнографічний звіт північноамериканських відданих з академічної точки зору.
- Warrier, Maya (2005). Hindu Selves in a Modern World. London: Routledge Curzon. ISBN 9780415339889. Аналітична обробка руху з академічної точки зору.